# کامیلا (جورجیا)
کامیلا، جورجیا (به انگلیسی: Camilla, Georgia) یک شهر در ایالات متحده آمریکا با جمعیت ۵٬۳۶۰ نفر است که در جورجیا واقع شده‌است.

## موقعیت جغرافیایی
موقعیت جغرافیایی شهرها و مناطق اطراف به شرح زیر است: